# Батдал, Мехмет
Мехмет Батдал (тур. Mehmet Batdal; 24 февраля 1986 года, Измир) — турецкий футболист, играющий на позиции нападающего.

## Клубная карьера
Мехмет Батдал начинал свою карьеру футболиста в клубе «Буджаспор», выступавшем в то время во Второй лиге Турции. Вторую половину сезона 2007/08 он провёл на правах аренды в команде первой лиги «Алтай», также из Измира. В 2009 года «Буджаспор» вышел в Первую лигу, а по итогам сезона 2009/10 — в Суперлигу. В последний успех существенный вклад внёс Мехмет Батдал, ставший с 13 мячами лучшим бомбардиром команды и поделившим второе место в общем списке снайперов турнира. Летом 2010 года он перешёл в «Галатасарай». 21 июля 2010 года он дебютировал за стамбульский клуб, выйдя в основном составе в предсезонном матче против «Фенербахче». Спустя 2 недели Мехмет Батдал забил свой первый гол на высшем уровне, поставив точку в разгроме сербского ОФК, состоявшемся в рамках квалификации Лиги Европы. Этот гол так и остался для него единственным за «Галатасарай» в официальных матчах, закрепиться в одном из ведущих турецких клубов Мехмет Батдал не сумел. Вторую половину сезона 2010/11 он на правах аренды провёл за «Коньяспор», а первую половину чемпионата 2011/12 — за «Карабюкспор». В обеих командах Мехмет Батдал крайне редко появлялся на поле и забил всего 1 мяч в рамках Суперлиги. В августе 2012 года он также на правах аренды вернулся в «Буджаспор», в то время выступавший в Первой лиге. Там Мехмет Батдал вновь стал лучшим бомбардиром клуба, забив 12 мячей в рамках Первой лиги 2012/13.
В конце июля 2013 года Мехмет Батдал подписал контракт с командой «Истанбул Башакшехир». Он с 13 голами стал лучшим бомбардиром клуба в Первой лиге 2013/14, чем внёс существенный вклад в победу его команды в турнире и выход в Суперлигу. Любопытно, что первый гол в официальном матче Мехмет Батдал забил в ворота родного для него «Буджаспора», отличился он и в матче второго круга против «Буджаспора». В Суперлиге Мехмет Батдал забил свой первый гол за «Истанбул Башакшехир» также в ворота своей бывшей команды, в гостевом матче с «Галатасараем». 25 мая 2015 года, в рамках предпоследнего тура Суперлиги 2014/15, он сделал дубль в домашней игре с «Фенербахче». В Суперлиге 2015/16 Мехмет Батдал забил 9 мячей, в том числе вновь отметившись точным попаданием в гостевом поединке с «Галатасараем».

## Достижения
«Галатасарай»
- Чемпион Турции (1): 2011/12

 «Истанбул Башакшехир»
- Победитель Первой лиги Турции (1): 2013/14